# Sleetmute
Sleetmute és una concentració de població designada pel cens dels Estats Units a l'estat d'Alaska. Segons el cens del 2000 tenia 100 habitants.

## Demografia
Segons el cens del 2000, Sleetmute tenia 100 habitants, 33 habitatges, i 25 famílies La densitat de població era de 0,4 habitants/km².
Dels 33 habitatges en un 33,3% hi vivien nens de menys de 18 anys, en un 45,5% hi vivien parelles casades, en un 21,2% dones solteres, i en un 24,2% no eren unitats familiars. En el 24,2% dels habitatges hi vivien persones soles el 9,1% de les quals corresponia a persones de 65 anys o més que vivien soles. El nombre mitjà de persones vivint en cada habitatge era de 3,03 i el nombre mitjà de persones que vivien en cada família era de 3,56.
Per edats la població es repartia de la següent manera: un 33% tenia menys de 18 anys, un 8% entre 18 i 24, un 17% entre 25 i 44, un 29% de 45 a 60 i un 13% 65 anys o més.
L'edat mediana era de 37 anys. Per cada 100 dones de 18 o més anys hi havia 109,4 homes.
La renda mediana per habitatge era de 15.000 $ i la renda mediana per família de 20.417 $. Els homes tenien una renda mediana de 6.250 $ mentre que les dones 0 $. La renda per capita de la població era de 8.150 $. Aproximadament el 47,4% de les famílies i el 57,7% de la població estaven per davall del llindar de pobresa.

## Poblacions més properes
El següent diagrama mostra les poblacions més properes.